# مهاجم مقبره (بازی ویدئویی ۲۰۱۳)
مهاجم مقبره (به انگلیسی: Tomb Raider) یک بازی رایانه‌ای در سبک اکشن ماجراجویی از شرکت اسکوئر انیکس است که توسط استودیو کریستال داینامیکس توسعه یافته‌است. این بازی دهمین قسمت از مجموعه بازی‌های رایانه‌ای مهاجم مقبره و همین‌طور نسخه‌ای بازشروع برای این مجموعه نیز به‌شمار می‌رود. شخصیت اصلی این بازی همانند سری‌های قبل مهاجم مقبره، لارا کرافت است. این بازی برای کنسول‌های مایکروسافت ویندوز، پلی‌استیشن ۳، پلی‌استیشن ۴، ایکس‌باکس ۳۶۰، ایکس‌باکس وان منتشر شده‌است. شرکت کریستال داینامیکس پس از ساخت آخرین سری مهاجم مقبره، مهاجم مقبره: دنیای زیرین خبر ساخت سری جدیدی از این بازی را داد و این بازی را در سال ۲۰۱۳ منتشر کرد.
دنبالهٔ آن تحت عنوان قیام مهاجم مقبره در نوامبر ۲۰۱۵ عرضه شد، و قسمت سوم آن نیز سایه مهاجم مقبره، در سپتامبر ۲۰۱۸ در دسترس قرار گرفت.

## داستان
لارا کرافت به همراه گروهی از ماجراجویان با کشتی به اقیانوس آرام سفر می‌کنند تا به قسمتی که مثلت اژدها معروف است بروند، اما در آنجا دچار طوفان می‌شوند و کشتی آن‌ها غرق می‌شود. آب، گروه را به جزیره‌ای هدایت می‌کند. لارا به همراه گروه خود تلاش می‌کند تا راه فرار از این جزیره را بدست آورد اما متوجه می‌شود در این جزیره عده‌ای هستند که قصد کشتن آن‌ها را دارند. لارا تلاش می‌کند تا با کشتن دشمنان راه خروج از جزیره را پیدا کند.

## شخصیت پردازی
شخصیت اصلی داستان لارا کرافت، بر خلاف سری‌های قبل کسی نشان داده شده‌است که تا کنون دستش به خون آلوده نشده‌است و مجبور می‌شود برای پیدا کردن راه نجات به کشتن دشمنان بپردازد. لارا در این سری بازی چهار جور اسلحه دارد که شامل: یک کلت دستی، یک شات گان، یک اسلحه نفر کش و یک تیر و کمان است. به مرور زمان در بازی و پیدا کردن وسایلی در بازی تمام این اسلحه‌ها قابلیت‌های مختلفی از خود نشان می‌دهند.

## بازتاب‌ها
| گردآورنده  | امتیاز                                 |
| ---------- | -------------------------------------- |
| گیم‌رنکینگز | (X360) 87.04% (PC) 86.42% (PS3) 86.32% |
| متاکریتیک  | (PS3) 87/100 (PC) 86/100 (X360) 86/100 |

| ناشر              | امتیاز  |
| ----------------- | ------- |
| یوروگیمر          | ۸/۱۰    |
| گیم اینفورمر      | ۹٫۲۵/۱۰ |
| گیم‌اسپات          | ۸٫۵/۱۰  |
| گیمز ریدار+       | [ ۱۰ ]  |
| گیم‌تریلرز         | ۸٫۵/۱۰  |
| آی‌جی‌ان            | ۹٫۱/۱۰  |
| اوپی‌ام (بریتانیا) | ۸/۱۰    |
| گاردین            | [ ۱۴ ]  |
| دیجیتال سپای      | [ ۱۵ ]  |
| Joystiq           | ۴/۵     |

مهاجم مقبره از نظر بسیاری از نقدپردازان بازی مورد توجه قرار گرفت. آی‌جی‌ان با تمجید از این بازی اعلام کرد "بازی کاملاً خوش ساخت و شخصیت پردازی عالی است." آی‌جی‌ان نمره ۹٫۱ از ۱۰ را به این بازی داد که بیشترین نمره در سری‌های مهاجم مقبره محسوب می‌شود. گیم ریدر نمره ۴٫۵ از ۵ را به این بازی داد و اعلام کرد:"یکی از نکته‌های جالب این بازی این هست که هیچ قسمتی از بازی شبیه قسمت‌های دیگر نیست". گیم اینفورمر نمره ۹٫۲۵ از ۱۰ را به این بازی داد و اعلام کرد: "موقعیت‌شناسی و توانایی‌های شخصی در این بازی بسیار زیبا کار شده‌است.

## فروش
بیش از یک میلیون نسخه از این بازی تنها در ۴۸ ساعت اولیه انتشار بازی به فروش رفت. در بریتانیا این بازی رتبه اول را در جدول بدست آورد و بیشترین فروش را داشت. برای کنسول‌های پلی‌استیشن ۳ و ایکس‌باکس ۳۶۰ در یک هفته رکورد سریعترین فروش را ازان خود کرد. همچنین در کشورهای فرانسه، ایتالیا، هلند، ایرلند، نروژ و آمریکا به یکی از پرفروش‌ترین بازی‌ها رسید.

## جوایز
| سال  | عنوان                                          | مراسم                                       | انتخاب شده توسط      |
| ---- | ---------------------------------------------- | ------------------------------------------- | -------------------- |
| ۲۰۱۱ | بهترین بازی اکشن                               | Best of E3 2011                             | دیجیتال تندز         |
| ۲۰۱۱ | بهترین شخصیت                                   | GamesRadar E3 2011 Awards                   | گیم ریدر             |
| ۲۰۱۱ | ارزشمندترین بازی                               | E3 2011 MVG Award Winners                   | گیم ریدر             |
| ۲۰۱۱ | بهترین دمو                                     | The Best Games of E3 2011                   | گیم اسپات            |
| ۲۰۱۱ | بهترین پیش نمایش                               | GameSpy's Best of E3 2011 Awards            | گیم اپسای            |
| ۲۰۱۱ | بهترین بازی اکشن                               | IGN's Best of E3 2011 Awards                | آی جی ان             |
| ۲۰۱۱ | بهترین پیش نمایش                               | IGN's Best of E3 2011 Awards                | آی جی ان             |
| ۲۰۱۱ | ارزشمندترین بازی                               | E3 2011 MVG Award Winners                   | مجله رسمی پلی استیشن |
| ۲۰۱۱ | بهترین بازی اکشن                               | The Shortlist Best of E3 Awards 2011        | مجله شرت لیست        |
| ۲۰۱۲ | ارزشمندترین بازی                               | E3 2012 MVG Award Winners                   | گیمزریدر             |
| ۲۰۱۲ | بیشترین نمره بازی                              | IGN's Best of E3 2012 Awards                | آی جی ان             |
| ۲۰۱۲ | بهترین پیش نمایش                               | IGN's Best of E3 2012 Awards                | آی جی ان             |
| ۲۰۱۲ | People's Choice                                | IGN's Best of E3 2012 Awards                | آی جی ان             |
| ۲۰۱۲ | ارزشمندترین بازی                               | E3 2012 MVG Award Winners                   | مجله پلی استیشن      |
| ۲۰۱۲ | ارزشمندترین بازی                               | E3 2012 MVG Award Winners                   | مجله رسمی ایکس باکس  |
| ۲۰۱۳ | بهترین پیش‌بینی برای بازی سال (Readers' Choice) | Digital Spy's Most Anticipated Game of 2013 | دیجیتال اسپای        |